# Obogatena resničnost
Augumented reality oz. obogatena resničnost  je tehnologija, ki združuje resnični svet z digitalnimi vsebinami, prikazanimi v realnem času. S pomočjo naprav, kot so pametni telefon, tablice, pametna očala ali posebni prikazovalniki, obogatena resničnost omogoča dodajanje interaktivnih elementov, kot so 3D-modeli, animacije, zvok ali besedilo, v uporabnikovo okolje.
Osnovno načelo obogatene resničnosti je prekrivanje resničnih fizičnih elementov z digitalnimi informacijami, kar omogoča izboljšano razumevanje in interakcijo z okoljem . Ta tehnologija najde uporabo v različnih panogah, kot so:
Turizem: Uporablja se za predstavitev kulturne dediščine, kjer lahko obiskovalci raziskujejo zgodovinske objekte in kraje skozi interaktivne zgodbe. Na primer, mobilne aplikacije omogočajo virtualne oglede znamenitosti, ki sicer niso dostopne.
Izobraževanje: Obogatena resničnost omogoča učencem, da se učijo preko interaktivnih modelov, kot so tridimenzionalni prikazi človeškega telesa, ki olajšajo razumevanje kompleksnih konceptov .
Industrija in medicina: Tehnologija pomaga pri vizualizaciji podatkov, usposabljanju osebja in izvedbi kirurških posegov s prikazom kritičnih informacij neposredno na telesu pacienta .
Obogatena resničnost se razlikuje od virtualne resničnosti (VR), saj ne nadomešča celotnega okolja z virtualnim, temveč ga dopolnjuje . Zaradi svoje široke uporabnosti se obogatena resničnost vse bolj uveljavlja kot ključna tehnologija v sodobnem digitalnem svetu .